# Beniflá
Beniflá, en castillan et officiellement (Beniflà en valencien), est une commune d'Espagne de la province de Valence dans la Communauté valencienne. Elle est située dans la comarque de la Safor et dans la zone à prédominance linguistique valencienne.

## Géographie

Localisation de Beniflá
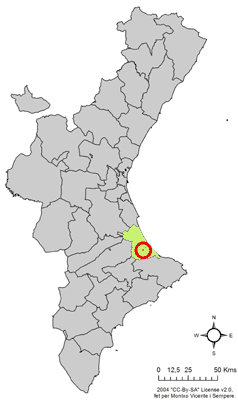
dans la Communauté valencienne.
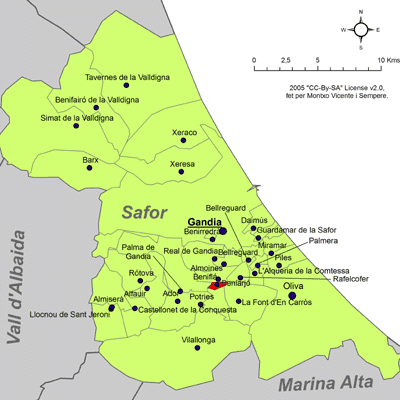
dans la comarque de la Safor.